# Владимир Јанковић (математичар)
Владимир Јанковић (Београд, 4. мај 1951) српски је математичар и редовни професор Математичког факултета у Београду.

## Биографија
Рођен је 4. маја 1951. године у Београду, где је завршио основну школу и Математичку гимназију. Током школовања освајао је награде на многобројним такмичењима од којих су најважније две друге награде на XI и XII Међународној математичкој олимпијади. Дипломирао је на Природно-математичком факултету, група за математику, 2. јула 1974. године са просеком 9,94. Магистрирао је на математичкој групи ПМФ-а јуна 1977. са темом Својства конвексних скупова и проблеми оптималног управљања. Школску 1981/82. годину провео је на Механичко-математичком факултету Московског државног универзитета на специјализацији под руководством професора В. М. Тихомирова. Докторирао је јануара 1984. године са темом Прилог варијационом рачуну и оптималном управљању. Децембра 1989. године провео је шеснаест дана на студијском боравку у Москви. Крајем 2002. године провео је у Москви месец дана као гост Механичко-математичког факултета и Факултета педагошког образовања, на основу уговора о сарадњи између МГУ и БУ, у ком је са наше стране одговоран за две теме.
Септембра 1974. године запослио се као професор приправник у Математичкој гимназији у Београду. Истовремено је почео да ради као хонорарни асистент на Природно-математичком факултету. Године 1976. изабран је за асистента-приправника за предмет Математичка анализа I. За асистентa је изабран 1979, за доцента 1985. године, а за ванредног професора 2003. године. Као асистент држао је вежбе из предмета: Математичка анализа I, Математичка анализа II, Основи геометрије, Линеарна алгебра и аналитичка геометрија и Математика I. Као наставник држао је предавања из предмета Варијациони рачун, Оптимално управљање, и Варијациони рачун и оптимално управљање, које је сам увео и формирао. Осим тога, предавао је и предмете Конвексна анализа, Математичко програмирање (за студенте смера за Вероватноћу и статистику), Математичка анализа I, Математичка анализа II и Математика II (за студенте Факултета за физичку хемију). Неколико пута је држао специјални курс на тему Линеарни проблем оптималног управљања и специјални курс на тему Принцип максимума Понтрјагина. На постдипломским студијама је држао предмет Теорија екстремалних задатака (за студенте смера за Нумеричку математику и оптимизацију), који је сам увео и формирао.
Учествовао је у организовању многобројних математичких такмичења за ученике средњих школа и за студенте. Дуги низ година био је члан Републичке и Савезне комисије за младе математичаре. На 19. Међународној математичкој олимпијади која је одржана 1977. године у нашој земљи био је председник проблемске комисије и координатор. Три пута је био заменик руководиоца југословенске екипе на Међународним математичким олимпијадама средњошколаца (ММО). У тешким временима од 1992. до 1996. године био је руководилац југословенске екипе и члан Жирија на три ММО на којима је учествовала наша земља. Године 1992. одмах по увођењу санкција УН нашој земљи обезбедио је пуноправно учешће нашег тима на ММО под југословенским именом и са југословенском заставом. У оквиру своје делатности у Клубу младих математичара Архимедес 1998. године укључио је Београд у Међународни математички турнир градова и у наредне четири године је био председник локалног Жирија. Сада се у оквиру активности КММ „Архимедес“ бави припремањем наших средњошколаца за међународна математичка такмичења највишег нивоа. Дао је више оригиналних задатака–предлога за Међународне математичке олимпијаде и за студентска такмичења која су се организовала на нашем факултету поводом дана студената. Дуги низ година је био уредник едиције Материјали за младе математичаре коју издаје Друштво математичара Србије. Члан је редакције стручно-методичког часописа Настава математике у својству уредника рубрике „Настава математике на факултетима“, редакције часописа The Teaching of Mathematics (Настава Математике) и редакције средњошколског математичко-информатичког часописа Тангента, које све издаје Друштво математичара Србије.
Био је продекан за наставу Математичког факултета у периоду 2001 — 2004. Председник је Управног одбора КММ „Архимедес“.